# Krikor Bedros V Kupelian
Krikor Bedros V Kupelian, in italiano Gregorio Pietro V (1738 – Bzoummar, 17 giugno 1812), è stato eparca di Adana e quinto patriarca della Chiesa armeno-cattolica.
Eletto patriarca alla morte del suo predecessore Parsegh Bedros IV Avkadian l'11 maggio 1788, fu confermato dalla Santa Sede e ricevette il pallio il 15 settembre 1788. Durante il suo patriarcato, fu portata a termine la costruzione del seminario patriarcale (1810).

## Successione apostolica
La successione apostolica è:
- Arcivescovo Joachim Tazbasian (1789)
- Patriarca Hagop Bedros VII Holassian (1806)